# Liste des opérations de maintien de la paix
Pour un article plus général, voir maintien de la paix.
Voici la liste des opérations de maintien de la paix.

## Opérations de l'ONU

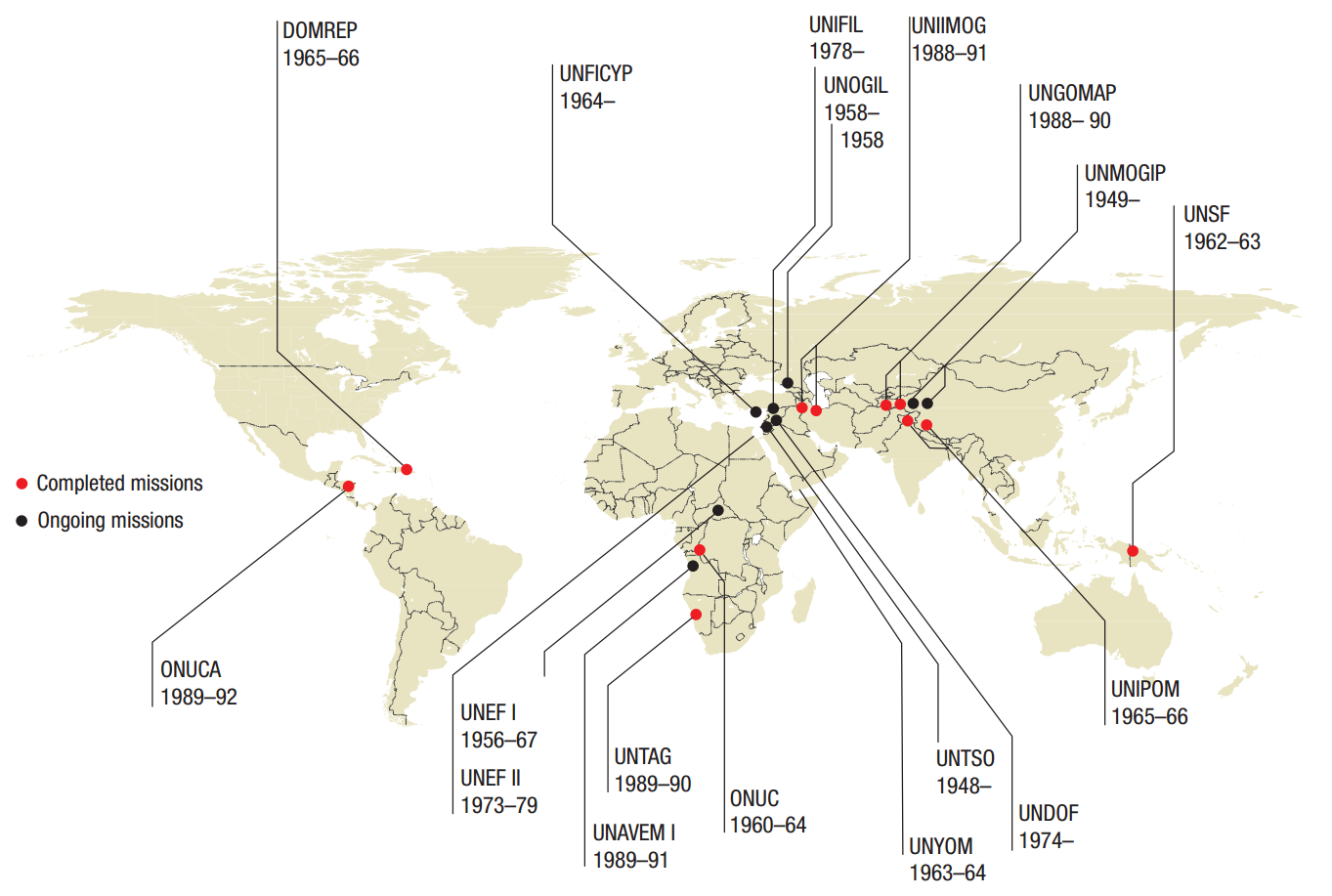
Carte des opérations de 1948 à 1989. En rouge, les missions terminés, en noir, celles en cours. Les frontières politiques sont celles en 2013.

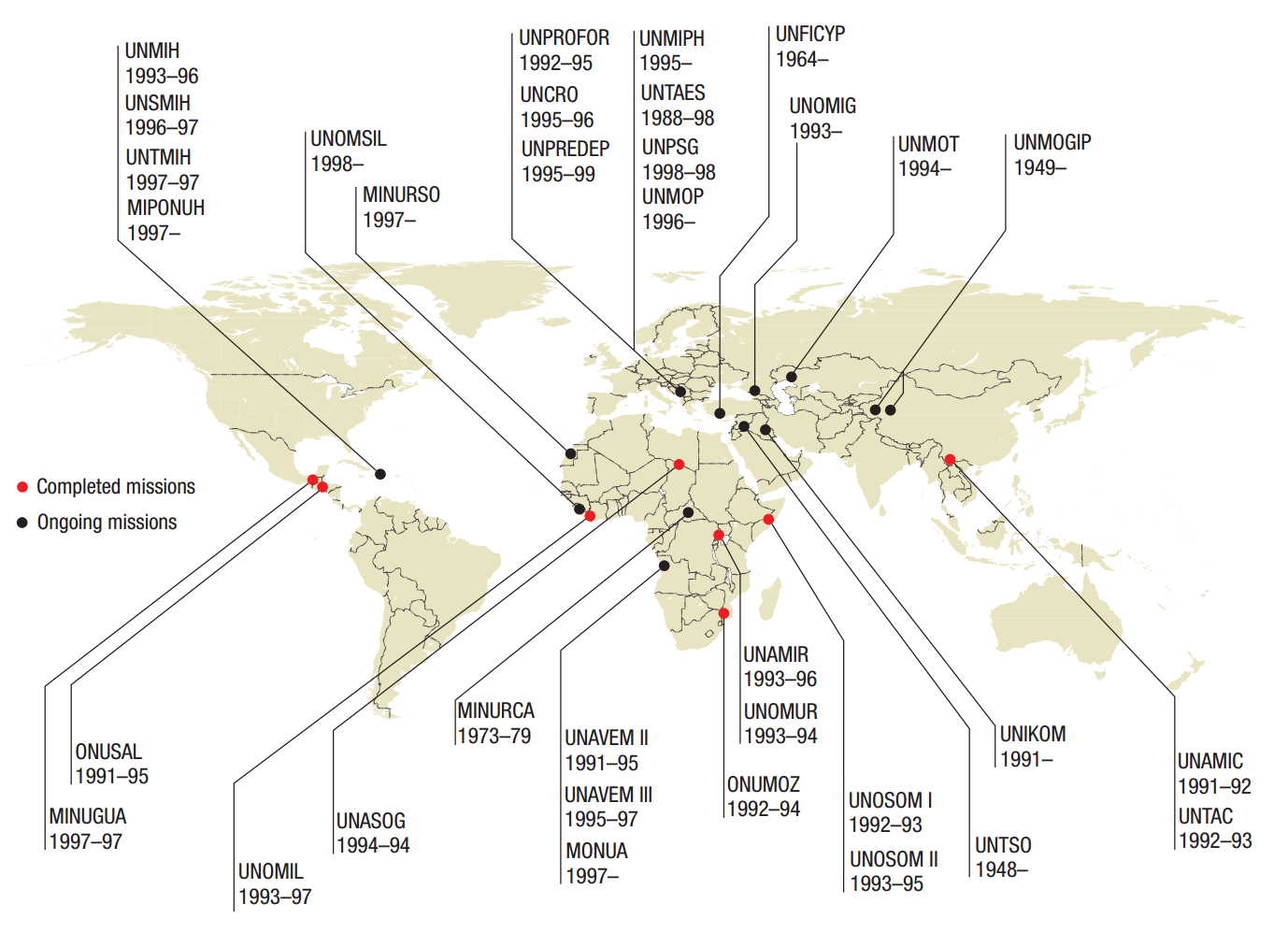
Carte des opérations de 1990 à 1999.

### Opérations terminées
On en compte 58 en 2019. Elles sont répertoriées ci-dessous, dans l'ordre chronologique du début du mandat,. Pour rappel, l'ONU est créée en 1945.
| Nom de l'opération | Signification                                                                                             | Pays d'intervention                                                             | Début du mandat | Fin du mandat  | Ruban médailles |
| ------------------ | --- | ------------------------------------------------------------------------------- | --------------- | -------------- | --------------- |
| FUNU I             | Première force d'urgence des Nations unies                                                                | Égypte (canal de Suez et Sinaï)                                                 | Novembre 1956   | Juin 1967      |                 |
| GONUL              | Groupe d'Observation des Nations unies au                                                                 | Liban                                                                           | Juin 1958       | Décembre 1958  |                 |
| ONUC               | Opération des Nations unies au Congo                                                                      | République démocratique du Congo                                                | Juillet 1960    | Juin 1964      |                 |
| UNSF               | Force de sécurité des Nations unies en Nouvelle-Guinée occidentale                                        | Nouvelle-Guinée occidentale                                                     | Octobre 1962    | Avril 1963     |                 |
| UNYOM              | Mission d'observation des Nations unies au Yémen                                                          | Yémen                                                                           | Juillet 1963    | Septembre 1964 |                 |
| DOMREP             | Mission du Représentant du Secrétaire général en République dominicaine                                   | République dominicaine                                                          | Mai 1965        | Octobre 1966   |                 |
| UNIPOM             | Mission d'observation des Nations unies dans l'Inde et le Pakistan                                        | Inde et Pakistan                                                                | Septembre 1965  | Mars 1966      |                 |
| FUNU II            | Deuxième Force d'urgence des Nations unies                                                                | Égypte (canal de Suez et Sinaï)                                                 | Octobre 1973    | Juillet 1979   |                 |
| UNGOMAP            | Mission de bons offices des Nations unies en Afghanistan et au Pakistan                                   | Afghanistan et Pakistan                                                         | Mai 1988        | Mars 1990      |                 |
| GOMNUII            | Groupe d'observateurs militaires des Nations unies pour l'Iran et l'Irak                                  | Iran et Irak                                                                    | Août 1988       | Février 1991   |                 |
| UNAVEM I           | Première Mission de Vérification des Nations unies en Angola                                              | Angola                                                                          | Janvier 1989    | Juin 1991      |                 |
| GANUPT             | Groupe d'assistance des Nations unies pour la période de transition                                       | Namibie                                                                         | Avril 1989      | Mars 1990      |                 |
| ONUCA              | Groupe d'observateurs des Nations unies en Amérique centrale                                              | Costa Rica, Guatemala, Honduras, Nicaragua et Salvador                          | Novembre 1989   | Janvier 1992   |                 |
| MONUIK             | Mission d'Observation des Nations unies pour l'Irak et le Koweït                                          | Irak et Koweït                                                                  | Avril 1991      | Octobre 2003   |                 |
| UNAVEM II          | Deuxième Mission de Vérification des Nations unies en Angola                                              | Angola                                                                          | Juin 1991       | Février 1995   |                 |
| ONUSAL             | Mission d'observation des Nations unies au Salvador                                                       | Salvador                                                                        | Juillet 1991    | Avril 1995     |                 |
| MIPRENUC           | Mission préparatoire des Nations unies au Cambodge                                                        | Cambodge                                                                        | Octobre 1991    | Mars 1992      |                 |
| FORPRONU           | Force de protection des Nations unies                                                                     | Bosnie-Herzégovine, Croatie, RF Yougoslavie (Serbie et Monténégro) et Macédoine | Février 1992    | Décembre 1995  |                 |
| APRONUC            | Autorité provisoire des Nations unies au Cambodge                                                         | Cambodge                                                                        | Mars 1992       | Septembre 1993 |                 |
| ONUSOM I           | Première opération des Nations unies en Somalie                                                           | Somalie                                                                         | Avril 1992      | Mars 1993      |                 |
| ONUMOZ             | Opération des Nations unies au Mozambique                                                                 | Mozambique                                                                      | Décembre 1992   | Décembre 1994  |                 |
| ONUSOM II          | Deuxième opération des Nations unies en Somalie                                                           | Somalie                                                                         | Mars 1993       | Mars 1995      |                 |
| MONUOR             | Mission d'observation des Nations unies Ouganda-Rwanda                                                    | Ouganda et Rwanda                                                               | Juin 1993       | Septembre 1994 |                 |
| MONUG              | Mission d'observation des Nations unies en Géorgie                                                        | Géorgie                                                                         | Août 1993       | Juin 2009      |                 |
| MONUL              | Mission d'observation des Nations unies au Libéria                                                        | Liberia                                                                         | Septembre 1993  | Septembre 1997 |                 |
| MINUHA             | Mission des Nations unies en Haïti                                                                        | Haïti                                                                           | Septembre 1993  | Juin 1997      |                 |
| MINUAR             | Mission des Nations unies pour l'assistance au Rwanda                                                     | Rwanda                                                                          | Octobre 1993    | Mars 1996      |                 |
| GONUBA             | Groupe d'observation des Nations unies dans la bande d'Aouzou                                             | Tchad                                                                           | Mai 1994        | Juin 1994      |                 |
| MONUT              | Mission d'observation des Nations unies au Tadjikistan                                                    | Tadjikistan                                                                     | Décembre 1994   | Mai 2000       |                 |
| UNAVEM III         | Troisième mission de vérification des Nations unies en Angola                                             | Angola                                                                          | Février 1995    | Juin 1997      |                 |
| ONURC              | Opération des Nations unies pour le rétablissement de la confiance en Croatie                             | Croatie                                                                         | Mai 1995        | Janvier 1996   |                 |
| FORDEPRENU         | Force de déploiement préventif des Nations unies                                                          | Macédoine                                                                       | Mars 1995       | Février 1999   |                 |
| MINUBH             | Mission des Nations unies en Bosnie-Herzégovine                                                           | Bosnie-Herzégovine                                                              | Décembre 1995   | Décembre 2002  |                 |
| ATNUSO             | Administration Transitoire des Nations unies pour la Slavonie orientale, la Baranja et le Srem occidental | Croatie                                                                         | Janvier 1996    | Janvier 1998   |                 |
| MONUP              | Mission d'observation des Nations unies à Prevlaka                                                        | Croatie                                                                         | Janvier 1996    | Décembre 2002  |                 |
| MANUH              | Mission d'appui des Nations unies en Haïti                                                                | Haïti                                                                           | Juillet 1996    | Juillet 1997   |                 |
| MINUGUA            | Mission de vérification des Nations unies au Guatemala                                                    | Guatemala                                                                       | Janvier 1997    | Mai 1997       |                 |
| MONUA              | Mission d'observation des Nations unies en Angola                                                         | Angola                                                                          | Juin 1997       | Février 1999   |                 |
| MITNUH             | Mission de transition des Nations unies en Haïti                                                          | Haïti                                                                           | Août 1997       | Novembre 1997  |                 |
| MIPONUH            | Mission de police civile des Nations unies en Haïti                                                       | Haïti                                                                           | Décembre 1997   | Mars 2000      |                 |
| UNPSG              | Groupe de support de la police civile des Nations unies                                                   | Croatie                                                                         | Janvier 1998    | Octobre 1998   |                 |
| MINURCA            | Mission des Nations unies en République centrafricaine                                                    | République centrafricaine                                                       | Avril 1998      | Février 2000   |                 |
| MONUSIL            | Mission d'Observation des Nations unies en Sierra Leone                                                   | Sierra Leone                                                                    | Juillet 1998    | Octobre 1999   |                 |
| MINUSIL            | Mission des Nations unies en Sierra Leone                                                                 | Sierra Leone                                                                    | Octobre 1999    | Décembre 2005  |                 |
| ATNUTO             | Administration transitoire des Nations unies au Timor oriental                                            | Timor oriental                                                                  | Octobre 1999    | Mai 2002       |                 |
| MONUC              | Mission des Nations unies en République démocratique du Congo                                             | République démocratique du Congo                                                | Novembre 1999   | Juin 2010      |                 |
| MINUEE             | Mission des Nations unies en Éthiopie et en Érythrée                                                      | Éthiopie et Érythrée                                                            | Juillet 2000    | Juillet 2008   |                 |
| MANUTO             | Mission d'appui des Nations unies au Timor oriental                                                       | Timor oriental                                                                  | Mai 2002        | Mai 2005       |                 |
| MINUL              | Mission des Nations unies au Liberia                                                                      | Liberia                                                                         | Septembre 2003  | Mars 2018      |                 |
| ONUCI              | Opération des Nations unies en Côte d'Ivoire                                                              | Côte d'Ivoire                                                                   | Septembre 2004  | Novembre 2017  |                 |
| ONUB               | Opération des Nations unies au Burundi                                                                    | Burundi                                                                         | Juin 2004       | Décembre 2006  |                 |
| MINUSTAH           | Mission des Nations unies pour la stabilisation en Haïti                                                  | Haïti                                                                           | Juin 2004       | Octobre 2017   |                 |
| MINUS              | Mission préparatoire des Nations unies au Soudan                                                          | Soudan                                                                          | Mars 2005       | Juillet 2011   |                 |
| MINUT              | Mission intégrée des Nations unies au Timor oriental                                                      | Timor oriental                                                                  | Août 2006       | Décembre 2012  |                 |
| MINURCAT           | Mission des Nations unies en République centrafricaine et au Tchad                                        | République centrafricaine et Tchad                                              | Septembre 2007  | Décembre 2010  |                 |
| MISNUS             | Mission des Nations unies en Syrie                                                                        | Syrie                                                                           | Avril 2012      | Août 2012      |                 |
| MINUJUSTH          | Mission des Nations unies pour l'appui à la justice en Haïti                                              | Haïti                                                                           | Octobre 2017    | Octobre 2019   |                 |

### Opérations en cours
On en compte 13 en 2020, elles sont répertoriées ci-dessous, dans l'ordre chronologique du début du mandat .
| Nom de l'opération | Signification                                                                                | Pays d'intervention                                                        | Début du mandat | Ruban Médailles |
| ------------------ | -------------------------------------------------------------------------------------------- | -------------------------------------------------------------------------- | --------------- | --------------- |
| ONUST              | Organisme des Nations unies chargé de la surveillance de la trêve                            | Égypte, Israël, Jordanie, Liban, Syrie et Territoires palestiniens occupés | Mai 1948        |                 |
| UNMOGIP            | Groupe d'observateurs militaires des Nations unies dans l'Inde et le Pakistan                | Cachemire                                                                  | Janvier 1949    |                 |
| UNFICYP            | Force des Nations unies chargée du maintien de la paix à Chypre                              | Chypre                                                                     | Mars 1964       |                 |
| FNUOD              | Force des Nations unies chargée d'observer le dégagement                                     | Plateau du Golan                                                           | Juin 1974       |                 |
| FINUL              | Force Intérimaire des Nations unies au Liban                                                 | Sud Liban                                                                  | Mars 1978       |                 |
| MINURSO            | Mission des Nations unies pour l'Organisation d'un Référendum au Sahara Occidental           | Sahara occidental                                                          | Avril 1991      |                 |
| MINUK              | Mission d'administration intérimaire des Nations unies au Kosovo                             | Kosovo                                                                     | Juin 1999       |                 |
| MINUAD             | Mission conjointe des Nations unies et de l'Union africaine au Darfour                       | Soudan                                                                     | Juillet 2007    |                 |
| MONUSCO            | Mission d'organisation de Nations unies pour la stabilisation du Congo                       | République démocratique du Congo                                           | Juillet 2010    |                 |
| MINUSS             | Mission des Nations unies au Soudan du Sud                                                   | Soudan du Sud                                                              | Juillet 2011    |                 |
| FISNUA             | Force intérimaire de sécurité des Nations unies pour Abiyé                                   | Soudan                                                                     | Juillet 2011    |                 |
| MINUSMA            | Mission multidimensionnelle intégrée des Nations unies pour la stabilisation au Mali         | Mali                                                                       | Juillet 2013    |                 |
| MINUSCA            | Mission multidimensionnelle intégrée des Nations unies pour la stabilisation en Centrafrique | République centrafricaine                                                  | Avril 2014      |                 |

## Opérations sous mandat de l'ONU

### Opérations terminées
- INTERFET (force multinationale sous commandement australien) au Timor oriental (1999-2001)
- SFOR (mission OTAN) : force de stabilisation en Bosnie-Herzégovine 1995-2004
- Concordia : Opération de stabilisation de l'Ouest de la Macédoine appuyée par les moyens de commandement de l'OTAN. Cette mission rassemble 400 militaires provenant de 26 pays (dont 13 européens) de mars à décembre 2003.
- Eupol Proxima : opération de police en Macédoine. Début : 15 décembre 2003. Fin : 14 décembre 2005
- Artémis : opération militaire d'interposition en Ituri, province de l'Est de la République démocratique du Congo (RDC). De juin à septembre 2003, première opération militaire de l'Union européenne réalisée en dehors du périmètre du Vieux Continent et sans le recours aux moyens de l'OTAN.
- EUPOL Kinshasa: Mission de formation des forces de polices de Kinshasa, capitale de la RDC. Première mission civile de gestion de crise en Afrique s'inscrivant dans le cadre de la PESD. Avril 2005 - Décembre 2006.
- EUFOR RDC : mission militaire de soutien des casques bleus de la MONUC durant la période des élections de 2006 en RDC.

### Opérations en cours
- KFOR : force pour le Kosovo depuis le 12 juin 1999
- FIAS, Force internationale d'assistance et de sécurité (mission OTAN), en Afghanistan, depuis décembre 2001.
- EUFOR Althea , Force multinationale de stabilisation en Bosnie-Herzégovine, (mission UE) en Bosnie-Herzégovine depuis le 12 juillet 2004 (a succédé à la SFOR mission OTAN / 1995-2004).
- MPUE, Mission de police de l’Union européenne en Bosnie-Herzégovine  (mission UE), depuis le 1er janvier 2003.
- Mission de l'Union africaine en Somalie, depuis 2001.
- Intervention d'une coalition internationale de protection de la population civile en Libye à la suite de la résolution 1973 du Conseil de sécurité des Nations unies en mars 2011.

## Mission ne dépendant pas de l'ONU
- Indian Peace Keeping Force au Sri Lanka (Juillet 1987 – Mars 1990)
- MICOPAX (2008-2013)
- Force multinationale et observateurs au Sinaï (depuis 1982)